# Helicobasidium mompa
Helicobasidium mompa är en svampart som beskrevs av Nobuj. Tanaka 1891. Helicobasidium mompa ingår i släktet Helicobasidium och familjen Helicobasidiaceae.   Inga underarter finns listade i Catalogue of Life.